# Coptocephala
Genre
Coptocephala est un genre de coléoptères chrysomélidés.

## Principales espèces rencontrées en Europe
Un seul sous-genreCoptocephala (Coptocephala)
Espèces
- Coptocephala arcasi
- Coptocephala brevicornis
- Coptocephala chalybaea
- Coptocephala crassipes
- Coptocephala destinoi
- Coptocephala fossulata
- Coptocephala gebleri
- Coptocephala hellenica
- Coptocephala linnaeana
- Coptocephala plagiocephala
- Coptocephala raffrayi
- Coptocephala rubicunda
- Coptocephala scopolina
- Coptocephala unicolor
- Coptocephala unifasciata